# Tulipa korolkowii
Tulipa korolkowii är en liljeväxtart som beskrevs av Eduard August von Regel. Tulipa korolkowii ingår i släktet tulpaner, och familjen liljeväxter.

## Underarter
Arten delas in i följande underarter:
- T. k. korolkowii
- T. k. rosea